# Arsenozucchero glicerolo
L'arsenozucchero glicerolo è un ossoarsenozucchero dimetilato avente un gruppo glicerolo legato al carbonio 1 dell'anello ribosidico.
Venne isolato per la prima volta nel 1981 dall'alga bruna Ecklonia radiata, ed è l'arsenozucchero più comune insieme al fosfato, solfato e solfonato (in particolare nelle alghe rosse e nelle alghe verdi, dove è il più abbondante insieme al fosfato).
Tra i quattro arsenozuccheri principali è il meno acido (a differenza degli altri tre, infatti, non contiene un gruppo acido legato al riboside) e dal punto di vista tossicologico risulta non avere citotossicità.